# David Payne
David Payne (24 de julio de 1982, Cincinnati, Ohio) es un atleta especialista en las carreras de vallas donde ha llegado a ser medalla de plata en los Juegos Olímpicos de 2008.

## Palmarés
| Año  | Competición                     | Ciudad    | Clasificación | Disciplina   | Tiempo  |
| ---- | ------------------------------- | --------- | ------------- | ------------ | ------- |
| 2007 | Campeonato Mundial de Atletismo | Osaka     | 3º            | 110 m vallas | 13.02 s |
| 2007 | IAAF Final del Mundo            | Stuttgart | 2º            | 110 m vallas | 13.08 s |
| 2008 | Juegos Olímpicos                | Pekín     | 2º            | 110 m vallas | 13.17 s |
| 2009 | Campeonato Mundial de Atletismo | Berlín    | 3º            | 110 m vallas | 13.15 s |

## Marcas personales
| Carrera           | Tiempo  | Año  |
| ----------------- | ------- | ---- |
| 110 metros vallas | 13.02 s | 2007 |
| 60 metros vallas  | 7.54 s  | 2006 |